# Grzegorz Rozenberg

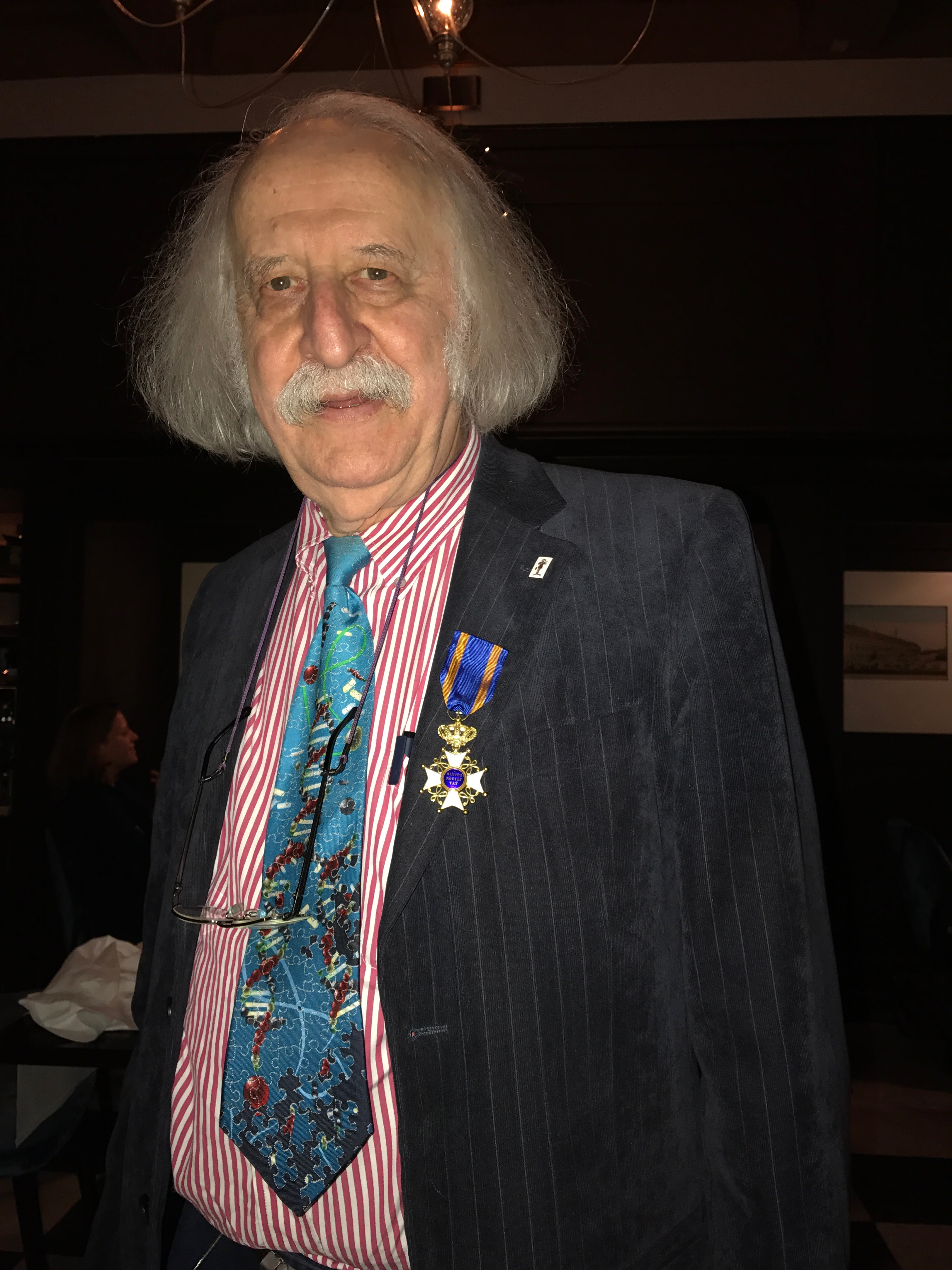
Grzegorz Rozenberg, 2017

Grzegorz Rozenberg (* 14. März 1942) ist ein polnisch-niederländischer Informatiker.

## Leben
Rozenberg erwarb sein Ingenieursdiplom in Informatik 1965 an der TU Warschau und wurde 1968 an der Polnischen Akademie der Wissenschaften bei Zdzislaw Pawlak in Mathematik promoviert (Quasi-uniforme Automaten). Er war Assistenzprofessor an der Polnischen Akademie der Wissenschaften und an der Universität Utrecht, Associate Professor an der State University of New York at Buffalo und Professor an der Universität Antwerpen, bevor er 1979 Professor an der Universität Leiden wurde. Er leitet die Abteilung für theoretische Informatik am Leiden Institute for Advanced Computer Science (LIACS) und ist wissenschaftlicher Direktor des Leiden Center for Natural Computing (LCNC). Außerdem ist er Adjoint Professor an der University of Colorado in Boulder. 
Er befasst sich mit Theorie formaler Sprachen und Automatentheorie, der Theorie gleichzeitig (konkurrent) ablaufender Prozesse (wie Petri-Netze, Theory of Traces) und in jüngster Zeit intensiv mit Natural Computing, das heißt in biologischen Systemen oder mit biologischen Methoden (DNA Computing). Auf diesem Gebiet wird von der International Society for Nanoscale Science, Computation and Engineering der Rozenberg-Tulip Award vergeben.
2003 erhielt er den EATCS-Award. Er ist Ehrendoktor der Universität Turku, der TU Berlin und der Universität Bologna. Er ist Mitglied der Academia Europaea (1992), der Finnischen Akademie der Wissenschaften und der American Association for the Advancement of Science.
Er ist Amateur-Zauberer, der Mitglied verschiedener professioneller Magier-Gesellschaften ist und auch als Zauberer auftritt. Daneben interessiert er sich für die Gemälde von Hieronymus Bosch.

## Schriften
Er ist Mitautor und Herausgeber von über 40 Büchern. Auswahl:
- als Herausgeber: Handbook of Natural Computing, 4 Bände, Springer Verlag 2010
- Herausgeber mit Gabriel Ciobanu: Modeling in molecular biology, Springer Verlag 2004
- mit Gheorghe Păun, Arto Salomaa (Herausgeber): Oxford Handbook of Membrane Computing, Oxford University Press 2010
- als Herausgeber: Handbook of Graph Grammars and Computing by Graph Transformations, World Scientific 1997
- mit Arto Salomaa: The Mathematical Theory of L-Systems, Academic Press 1980
- mit Salomaa: Cornerstones of Undecidability, Prentice Hall 1994
- Herausgeber mit Salomaa: Lindenmayer Systems, Springer Verlag 1992
- Herausgeber mit Salomaa: Handbook of Formal Languages, 3 Bände, Springer Verlag 1997
- mit Gheorghe Păun, Arto Salomaa: DNA Computing. New Computing Paradigms. Springer Verlag 1997
- Herausgeber mit J. W. de Bakker, W. P. de Roever Current trends in concurrency: overviews and tutorials, Springer Verlag 1986
- Herausgeber mit Aristid Lindenmayer: Automata, Languages, Development, North Holland 1976
- mit Andrzej Ehrenfeucht, T. Harju Theory of 2-structures: a framework for decomposition and transformation of graphs, World Scientific 1999
- Grzegorz Rozenberg, The Magic of Theory and the Theory of Magic, in Cristian S. Calude (Herausgeber), People and Ideas in Theoretical Computer Science, Springer-Verlag, 1999, S. 227–252
- mit V. Diekert (Herausgeber) Book of Traces, World Scientific 1995
- mit Salomaa (Herausgeber): Book of L, Springer Verlag 1986